# Ptiloglossa fulvopilosa
Ptiloglossa fulvopilosa är en biart som först beskrevs av Cameron 1903.  Ptiloglossa fulvopilosa ingår i släktet Ptiloglossa och familjen korttungebin. Inga underarter finns listade i Catalogue of Life.